# Dictionnaire Iconographique des Orchidées
Dictionnaire Iconographique des Orchidées (abreviado Dict. Icon. Orchid.) es una revista con ilustraciones y descripciones botánicas que fue escrita conjuntamente por Antonie Petrus Gerhardy Goossens & Celestin Alfred Cogniaux y publicado en Bruselas en 1897 - 1902. Fue reemplazada por Chronique Orchideenne.